# Lindor Serrurier

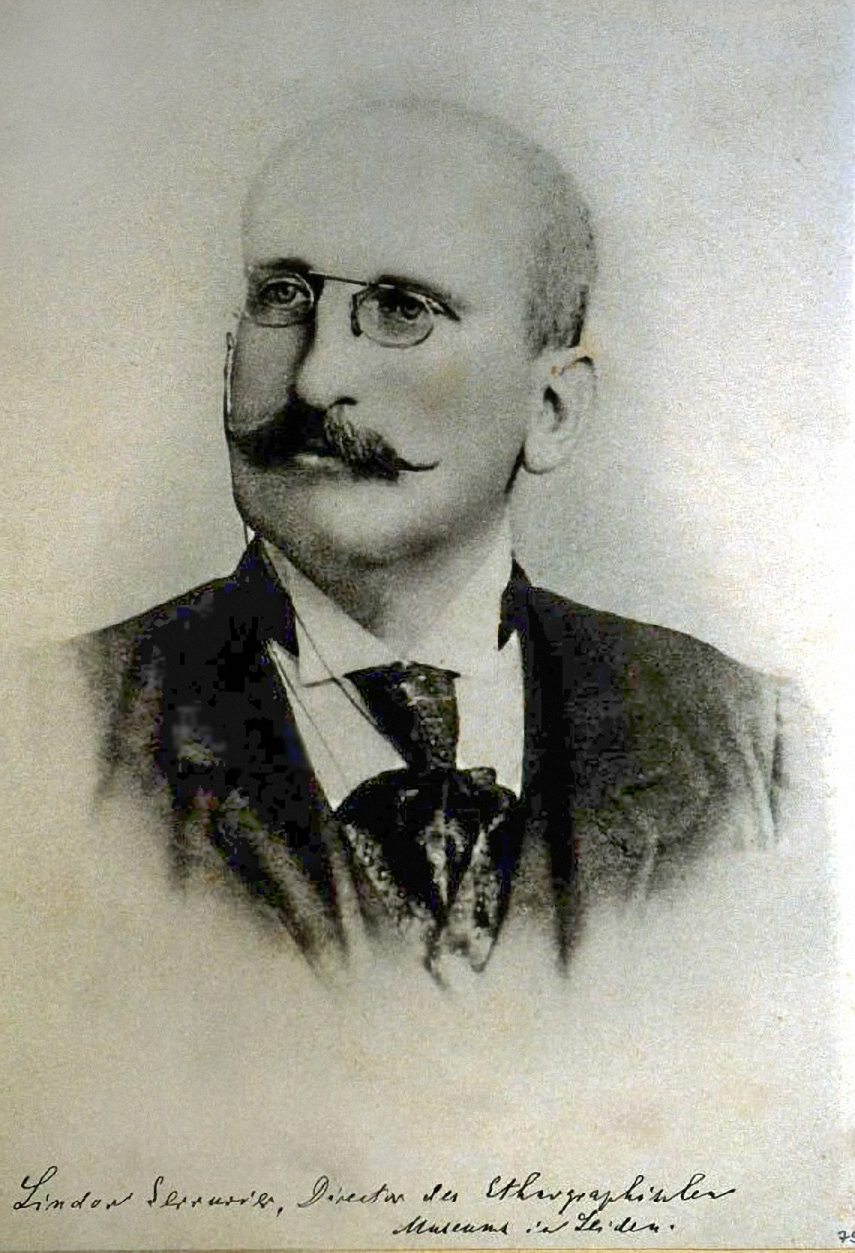
Lindor Serrurier

Lindor Serrurier (Dordrecht, 21 december 1846 -  Batavia, 7 juli 1901) was een Nederlands museumantropoloog. Hij was van 1877 tot 1880 conservator Japan en van 1880-1896 directeur van het 's Rijks Ethnographisch Museum in Leiden. Daarnaast was hij lector in de algemene volkenkunde en de Japanse taal- en letterkunde aan de Rijksuniversiteit Leiden. Onder zijn directeurschap werd de verzameling van het museum vervijfvoudigd. Ontmoedigd door gebrek aan steun van regeringswege bij het zoeken naar een betere huisvesting voor de verzameling, vertrok hij in 1896 naar Batavia waar hij tot aan zijn overlijden leraar was aan het Gymnasium Willem III. Serrurier werd daar een collega van C.M. Pleyte, een oud-medewerker van het museum in Leiden, die na onenigheid met hem het museum al in 1887 had verlaten. In Batavia werkten ze in pais en vree samen.
In Leiden werd Serrurier als directeur opgevolgd door conservator J.D.E. Schmeltz.
Serrurier is de eerste Nederlandse onderzoeker die een uitgebreide studie wijdde aan het wezen en de geschiedenis van het Javaanse schaduwtheater, de wajang.
Serrurier was de vader van dr. Cornelia Serrurier (1879-1962), en van Iwan Serrurier (1878-1953), de uitvinder van de moviola.

## Selecte bibliografie
- "Mededeelingen aangaande het Rijks Ethnographisch Museum", in: Aardrijkskundig Weekblad I-V, jaargangen 1880-1881.
- "Versuch einer Systematik der Neu-Guinea Pfeile", in: Internationales Archiv für Ethnographie, Band I, 1888, pp. 1-22.
- "Dubbelmasker met veerenkleed", in: Internationales Archiv für Ethnographie, Band I, 1888, pp. 154-159.
- "De Anthropologische Wetenschappen", in: Jaarboek van het Onderwijs, 1889.
- Museum of mesthoop? Leiden, 1895. (uitgegeven in eigen beheer)
- De pionier. Handleiding voor het verzamelen en waarnemen op natuurkundig gebied, inzonderheid in tropische gewesten. Leiden: De Breuk en Smits, 1891.
- De wajang poerwå, eene ethnologische studie. Leiden: E.J. Brill, 1896.
- "Die Korware oder Ahnenbilder von Neu-Guinea", in: Tijdschrift voor Indische Taal-, Land- en Volkenkunde 40, 1898, pp. 287-316.